# Mercedes-Benz Conecto
Le Mercedes-Benz Conecto désigne à la fois un autocar urbain et interurbain (désignation du type O 345) et un autobus urbain (dérivé du Citaro) produits par la division bus du groupe Mercedes-Benz, respectivement entre 1998 et 2007 et depuis 2007.

## Historique

### Première génération (O 345)
En 1998, Mercedes-Benz lance l'autocar O 345 sous le nom Ecolier afin d'élargir sa gamme d'autocars scolaires.
Deux ans plus tard, le modèle subit un nouveau style avec diverses modifications comme de nouveaux feux avant et contours des vitres latérales en peinture noire. Cela entraîne également une nouvelle motorisation de type OM 457 hLA, pouvant atteindre 185 kW ou 220 kW.
Le nom Conecto apparaît en 2002 en remplacement de l'appellation O 345. Les faibles ventes du modèle et la modernisation de l'Intouro en 2007 ont entraîné l'arrêt de production du modèle et la succession de ce dernier.

### Deuxième génération (Conecto LF)
Un nouveau modèle appelé Conecto fut produit en 2007, principalement pour les pays d'Europe de l'Est. Bien que reprenant le nom du Mercedes-Benz Conecto, il ne possède aucun élément en commun. Il s'agit d'une version simplifiée du Mercedes-Benz Citaro , produit en version standard et articulée.

## Les différentes versions

### Première génération (O 345)

#### Conecto G
Version articulée. Elle existait à la fois en version 3 portes (avec une porte en avant du dernier essieu) et en version 4 portes (avec une porte à chaque extrémité de la remorque).

#### Conecto E
Cette version est produite à partir de 1998 sous le nom d'Ecolier (ou O 345) afin de proposer une plus grande variété d'autocars scolaires. Depuis 2007, l'Intouro E remplace le Conecto.

#### Conecto ME
Apparu le 1er juin 2003 à la suite de l'autorisation des autocars de grande longueur, ce modèle permet de transporter jusqu'à 62 passagers. Tout comme le Conecto E, cette version sera remplacée en 2007 par l'Intouro ME.

### Deuxième génération (Conecto LF)
Cette génération reprend dans son ensemble la carrosserie du Mercedes Citaro Facelift, à la fois en version standard et articulée.
Les Conecto produits après 2016 se caractérisent notamment par une face avant et un pare-brise spécifique, vendus soit au diesel soit au gaz naturel.
Particularité, alors que les utilisateurs de Conecto LF se trouvent pratiquement tous en Europe de l'Est ou en Turquie, les transports de la métropole de Turin (GTT) ont commandé en 2019 34 Conecto G et 40 Conecto standard.
Depuis 2021, le Conecto LF est désormais commercialisé en France uniquement en diesel, 6 unités roulent sur le réseau urbain TUB de Bar le Duc "Meuse", 3 unités roulent sur le réseau Kicéo de Vannes et 2 unités « hybrid » roulent sur le réseau LILA Presqu'île en presqu'île guérandaise.
Une version avec bloc d'hybridation léger (mild-hybrid) est disponible en option sur tous les Conecto LF fabriqués neuf dès 2023, repris du système des Citaro 2 depuis 2018. Ces Conecto LF dits « hybrid » ne peuvent pas être considérés comme de vrais bus hybrides dans le cadre de la loi de la transition énergétique en France. Le fonctionnement du bloc hybride agit comme une aide au démarrage électrique permettant de seconder le moteur thermique en quittant l'arrêt. Ce bloc est composé de supercondensateurs récupérant l'énergie lors des phases de freinage.

## Galerie de photographies

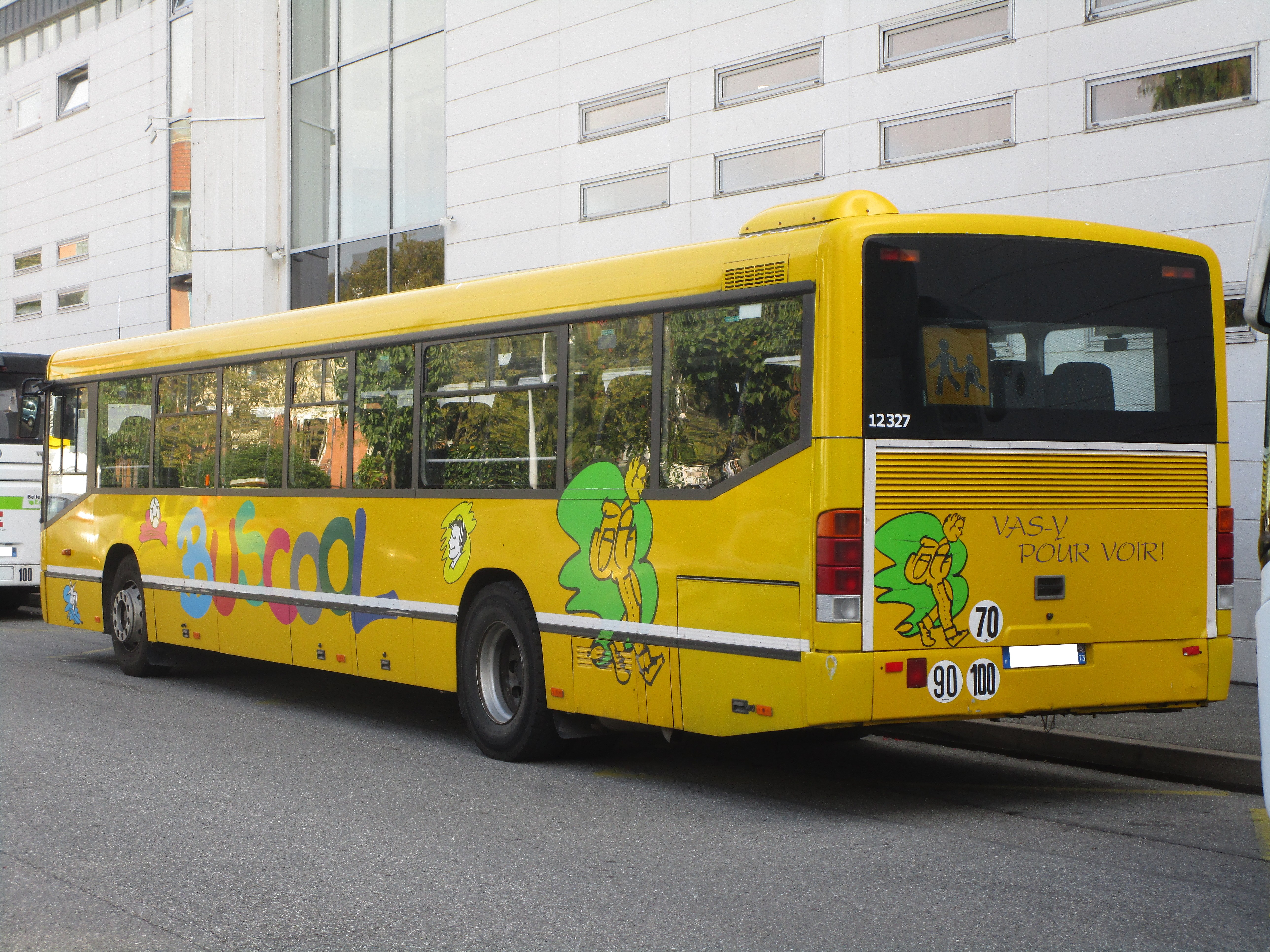
Arrière d'un Conecto I.
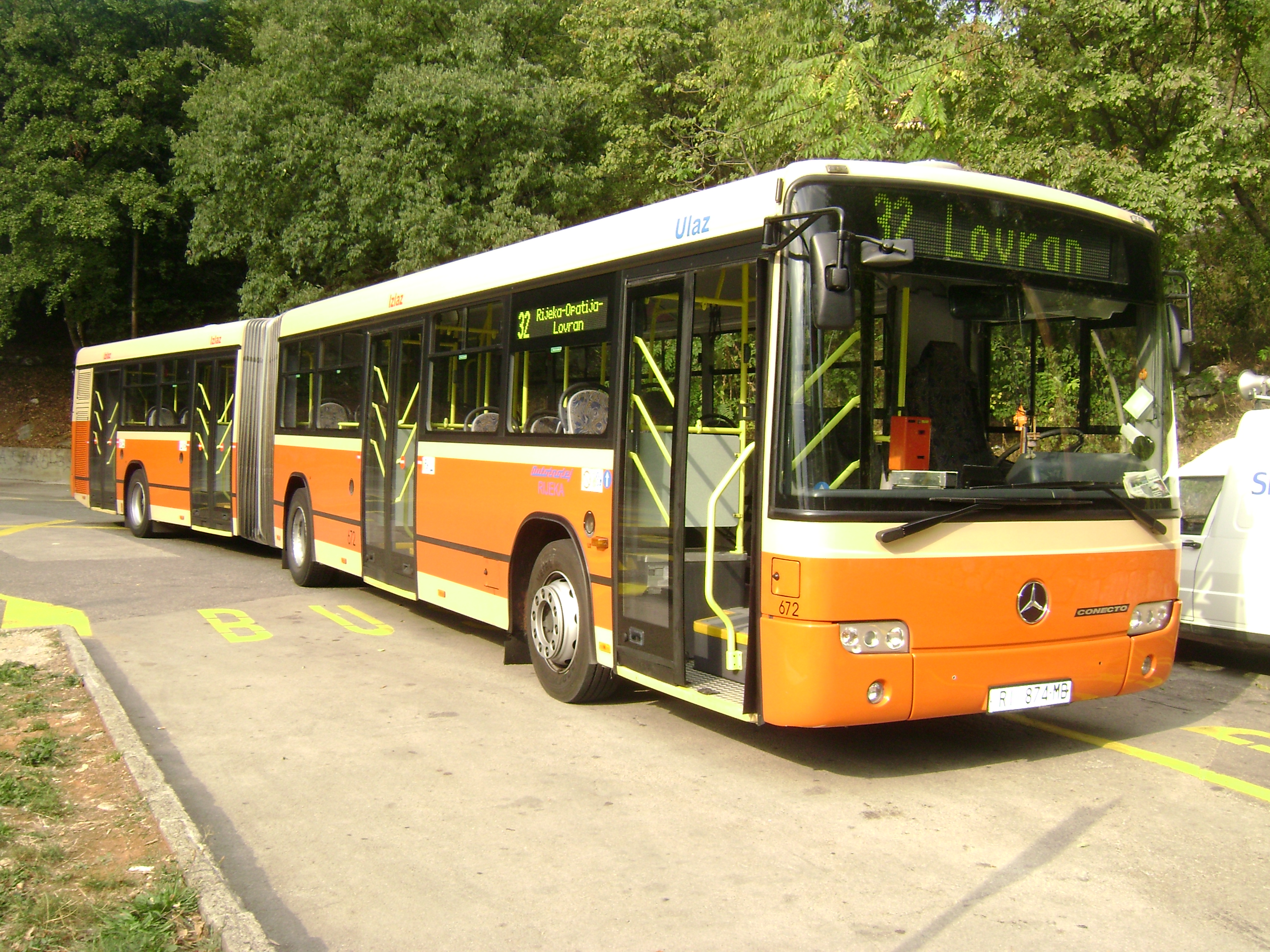
Conecto G I (quatre portes).
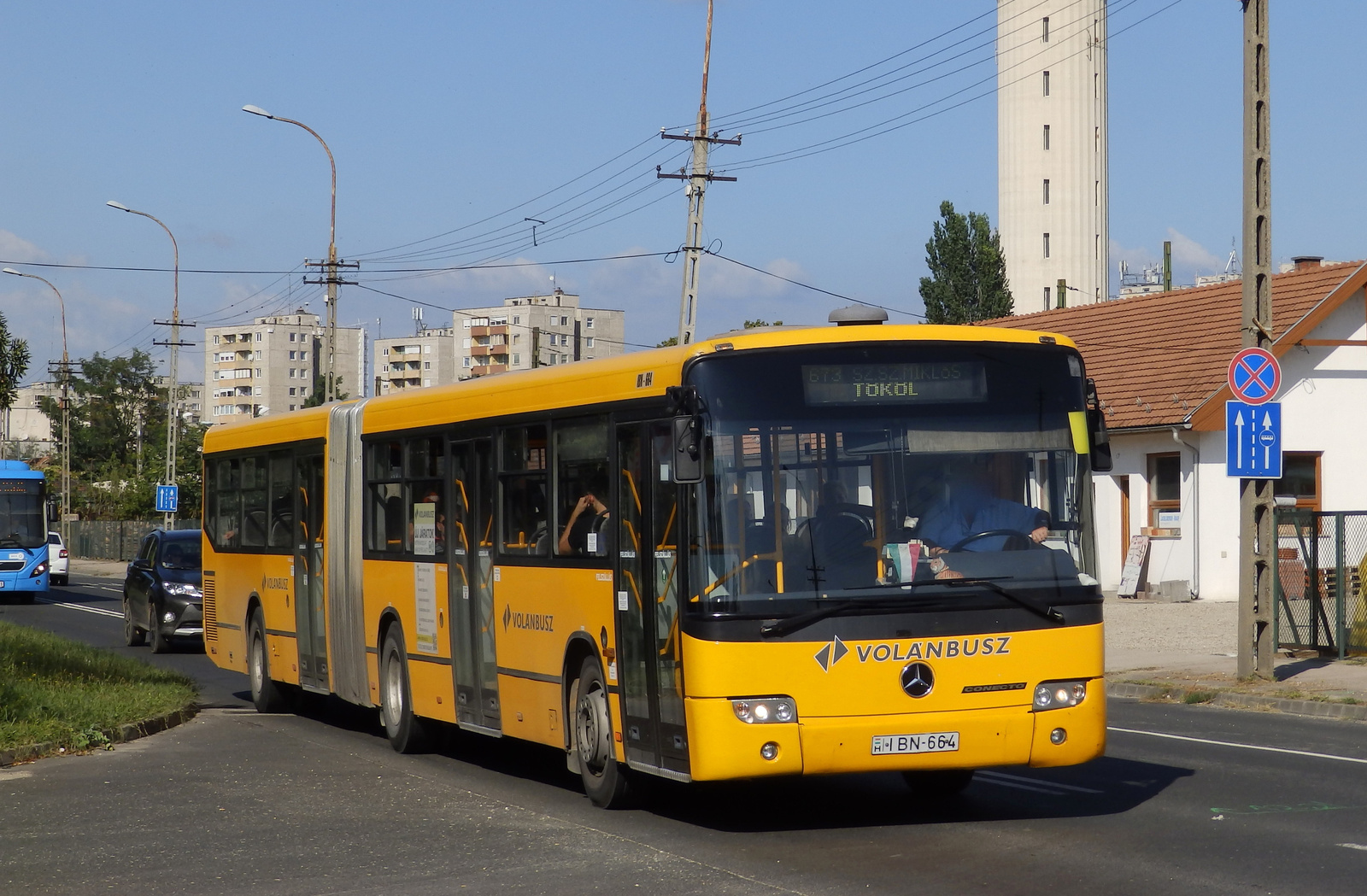
Conecto G I (trois portes).
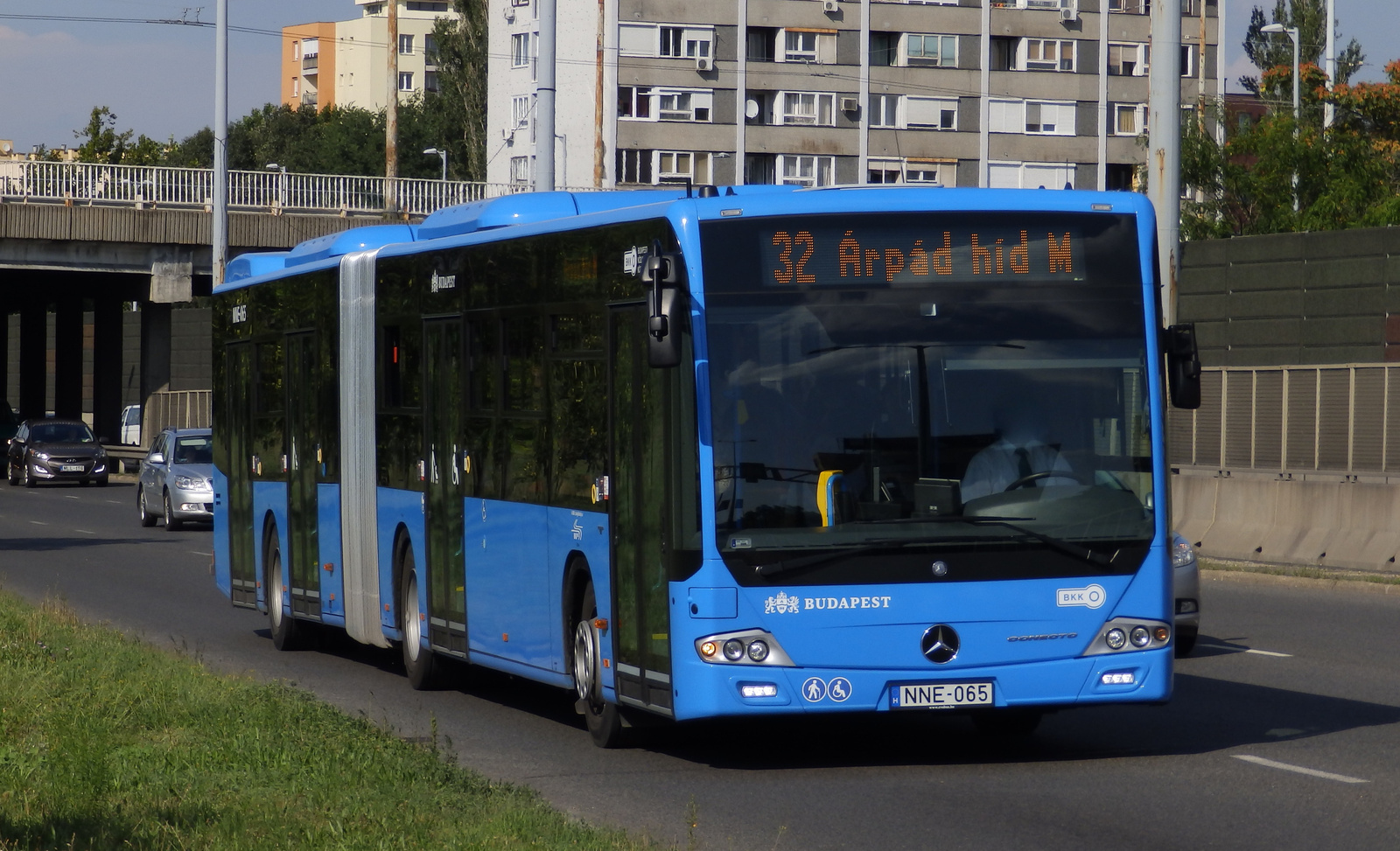
Conecto G II.
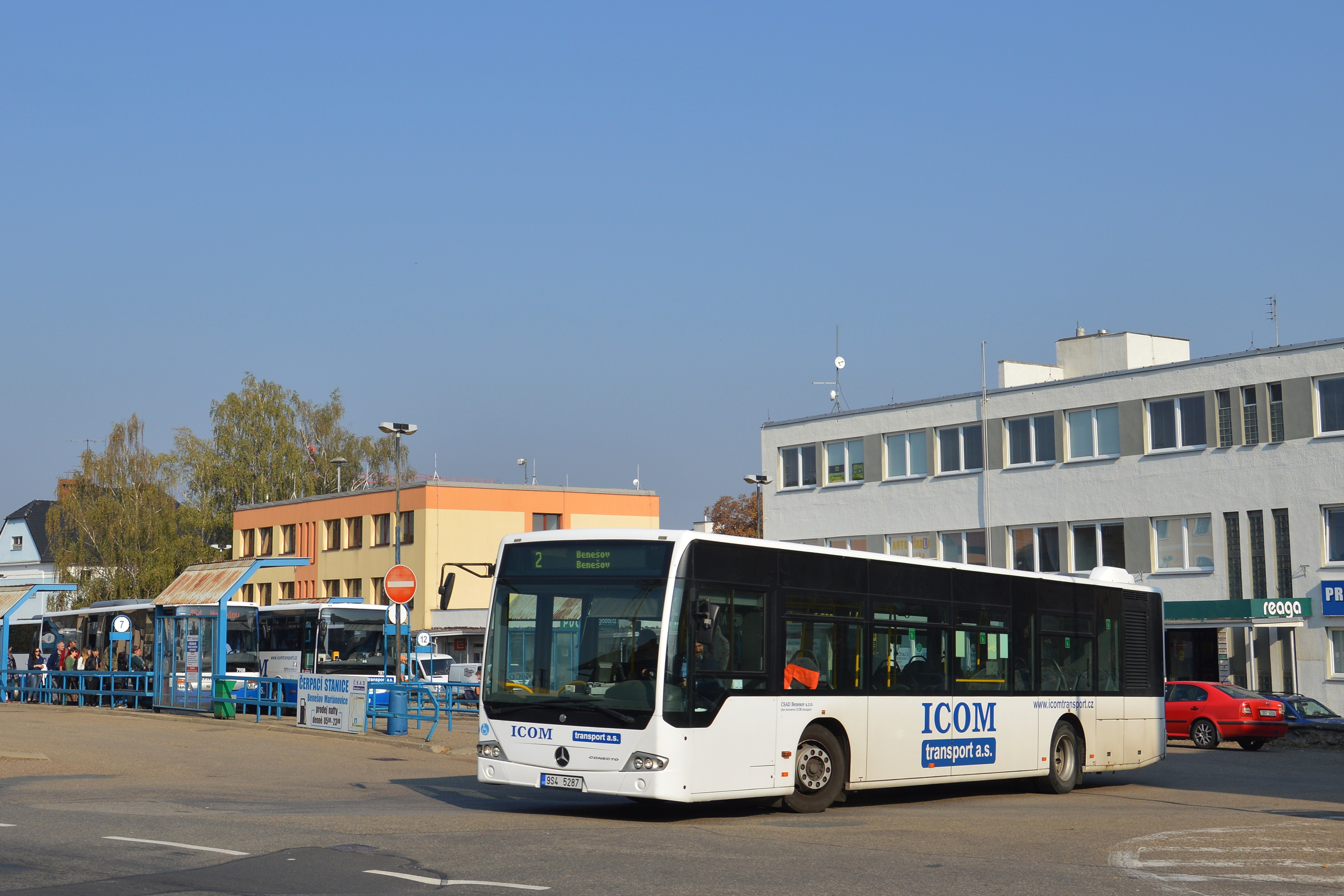
Conecto II (standard).
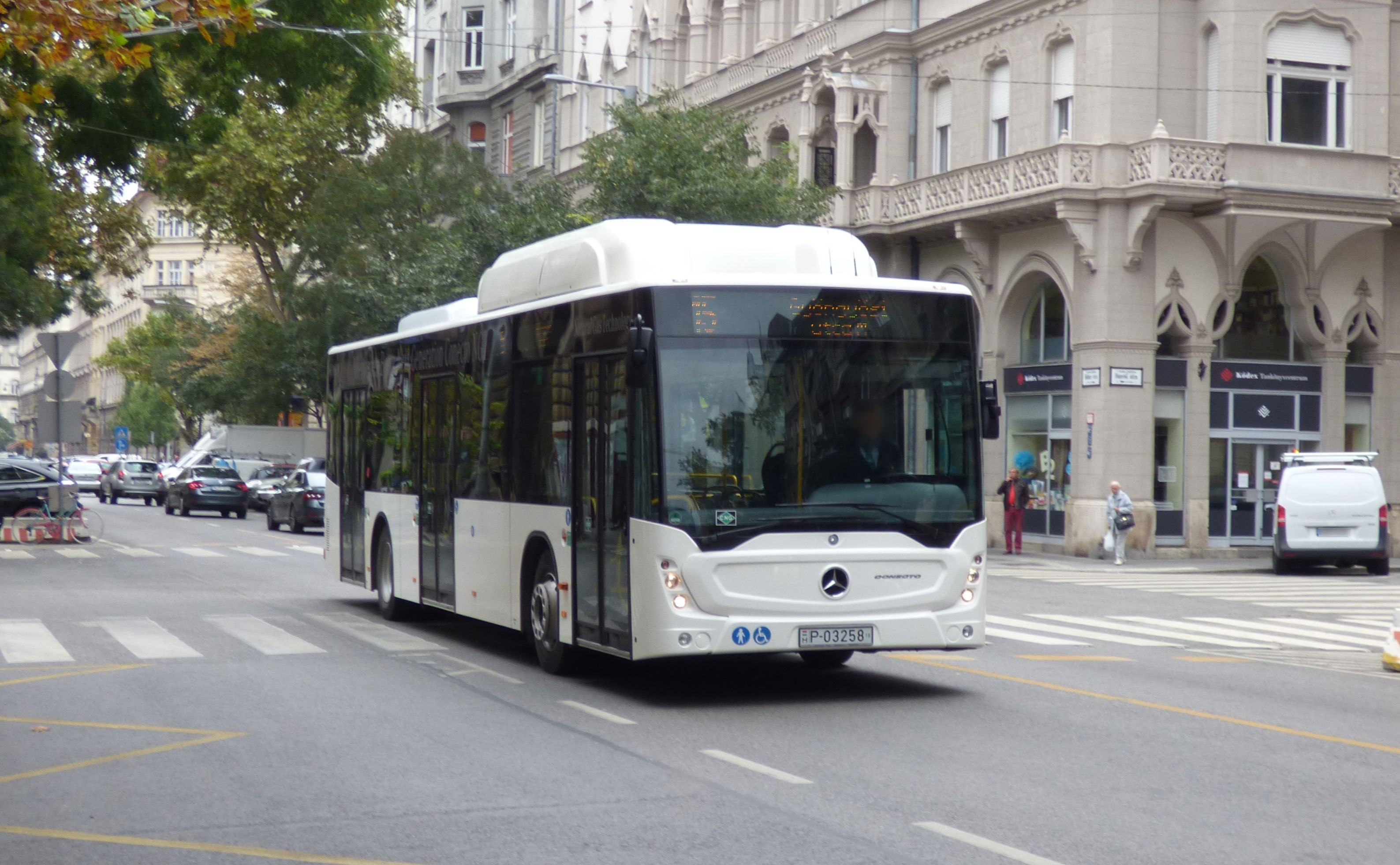
Prototype au gaz naturel (2017).
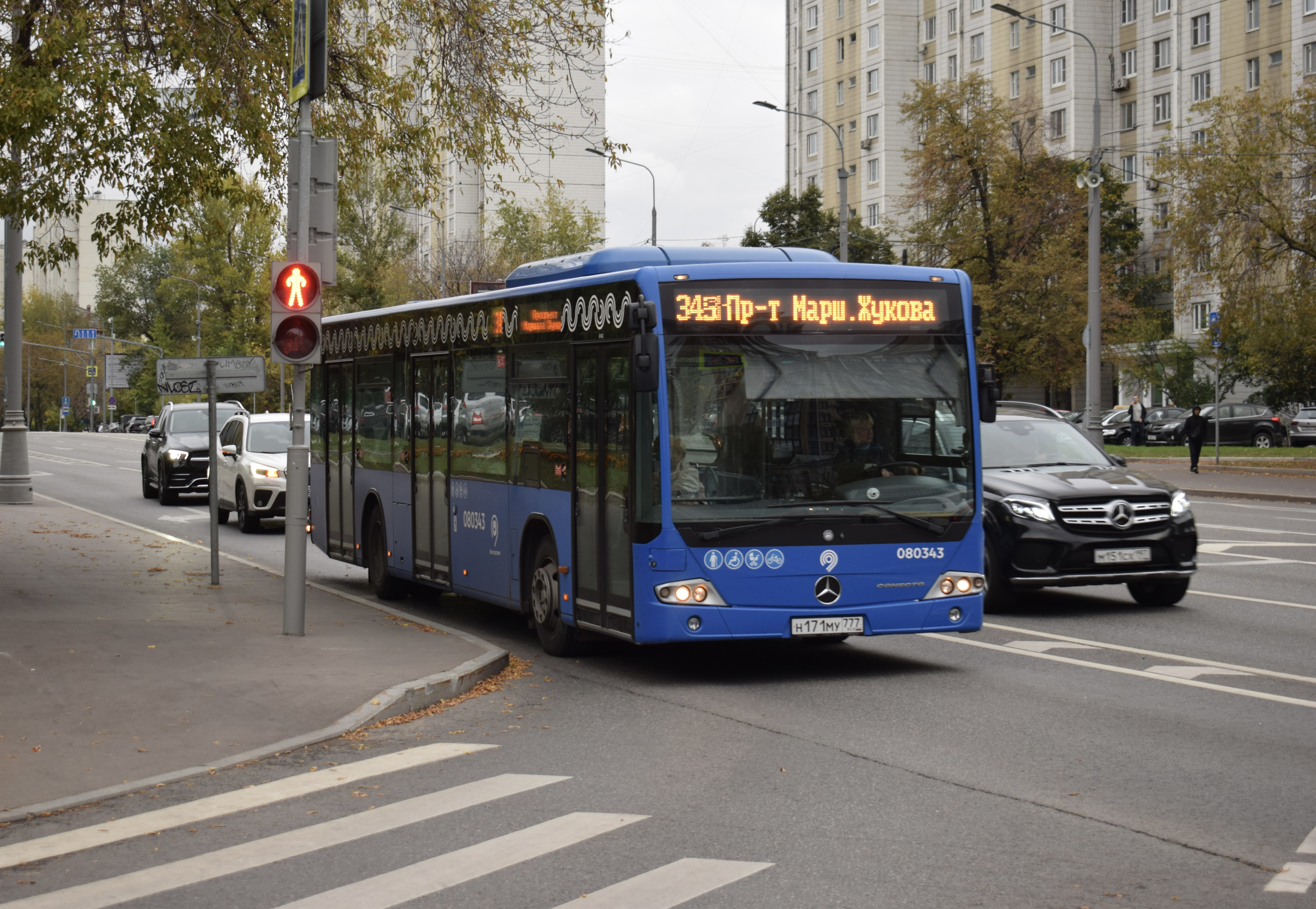
Mercedes-Benz Conecto II à Moscou
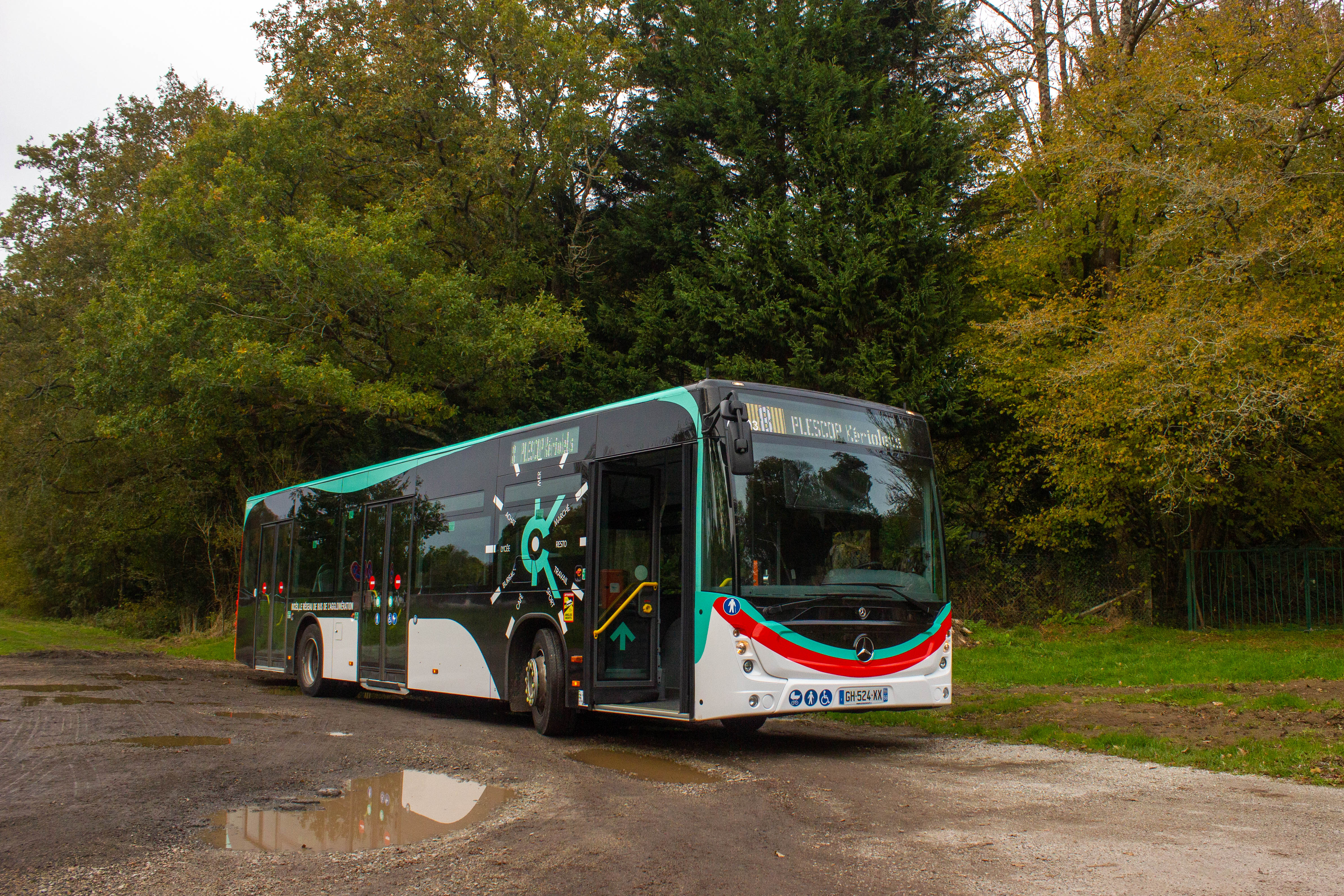
Mercedes-Benz Conecto II phase 2 à Vannes